# John Tavener
John Kenneth Tavener (Londres, 28 de janeiro de 1944 - Child Okeford, Dorset, 12 de novembro de 2013) foi um compositor britânico, associado por alguns críticos ao  minimalismo.
Tavener foi nomeado cavaleiro pela rainha Elisabeth II em 2000 por sua contribuição à música. No mesmo ano, recebeu um  prêmio Ivor.

## Para ouvir
| Ano   | Título            | Obra            | Instrumentação        |
| ----- | ----------------- | --------------- | --------------------- |
| 1968: | "Section A"       | In Alium        | Soprano, cordas, tape |
| 1985: | "The Lamb"        | The Lamb        | coro                  |
| 1993: | "Song for Athene" | Song for Athene | coro                  |
| 1996: | "Innocence"       | Innocence       | coro, sino            |